# کوه پیوریتی
پیوریتی یک کوه با ارتفاع ۳٬۱۴۹-متر (۱۰٬۳۳۱-فوت) در بریتیش کلمبیا، کانادا است.
کوه پیوریتی در امتداد مرز جنوبی پارک ملی گلاسیر واقع شده‌است و غربی‌ترین قله رشته فشرده پیوریتی است که زیرشاخه ای از کوه‌های سلکرک است.